# 訃報 1989年11月
訃報 1989年11月（ふほう 1989ねん11がつ）では、1989年（平成元年）11月中に物故した、又は物故が報じられた人物についてまとめる。

## （1日 - 15日）

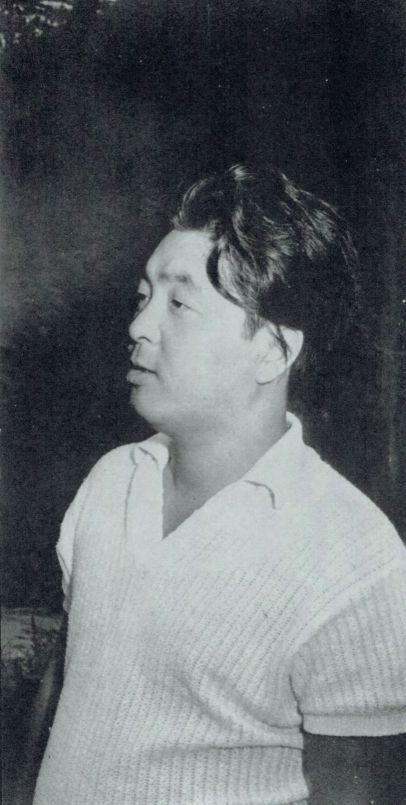
隆慶一郎／11月4日没

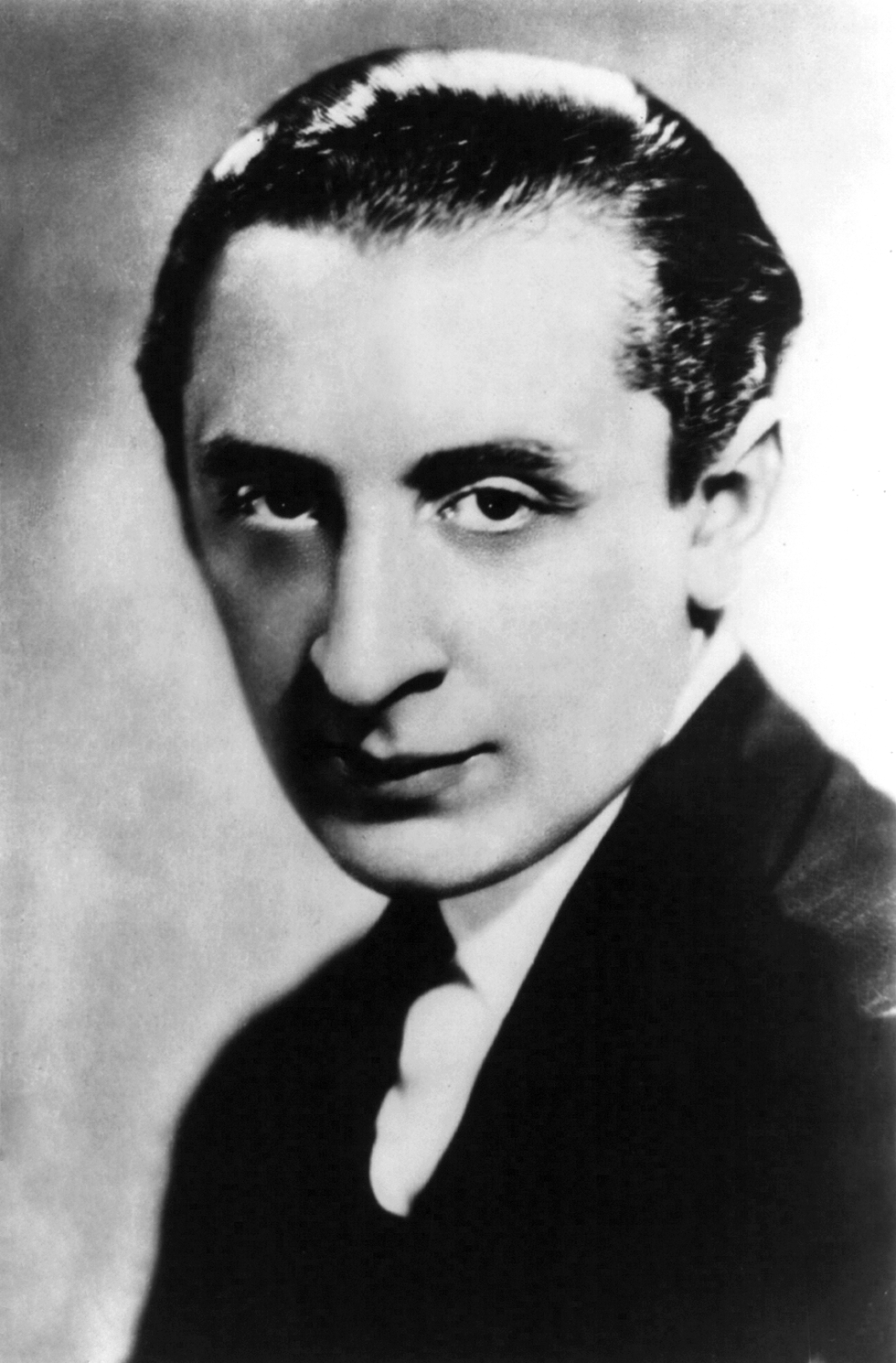
ヴラディーミル・ホロヴィッツ／11月5日没

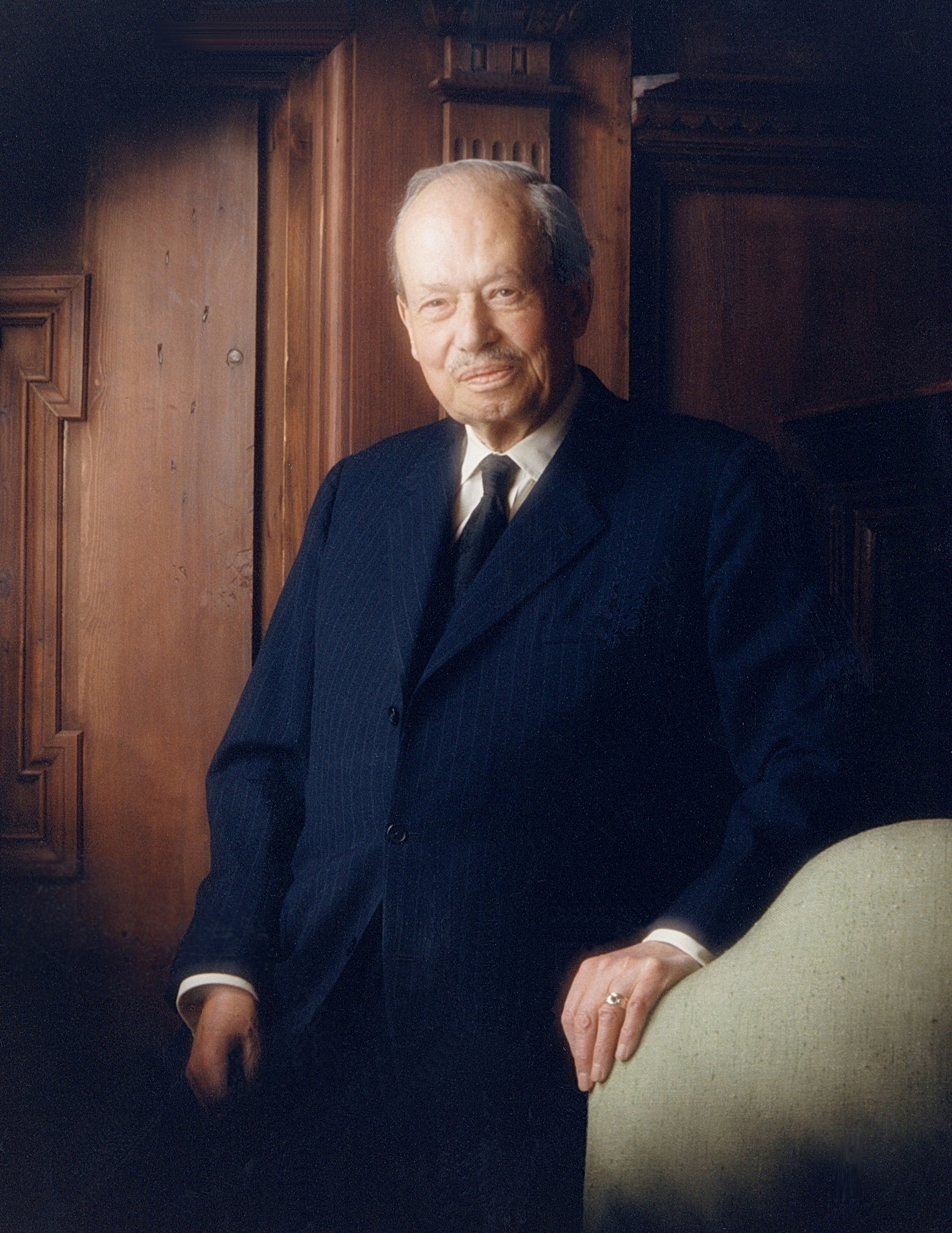
フランツ・ヨーゼフ2世／11月13日没

- 11月3日 - 竹内壽平、検察官、元プロ野球コミッショナー（* 1908年）
- 11月4日 - 隆慶一郎[1]、脚本家、小説家（* 1923年）
- 11月4日 - 坂本堤、弁護士（* 1956年）
- 11月5日 - ヴラディーミル・ホロヴィッツ、ピアニスト（* 1903年）
- 11月5日 - 榎一雄、東洋史学者（* 1913年）
- 11月6日 - 松田優作[1]、俳優（* 1949年）
- 11月9日 - 城地豊司、政治家、日本社会党衆議院議員（* 1927年）
- 11月9日 - 斉藤一之、高校野球指導者（* 1929年）
- 11月10日 - 村尾重雄、元民社党参議院議員（* 1901年）
- 11月10日 - アルマン・ベラール、元駐日フランス大使（* 1904年）
- 11月10日 - 池田久克、元防衛施設庁長官（* 1934年）
- 11月13日 - フランツ・ヨーゼフ2世、リヒテンシュタイン大公（* 1906年）

## （16日 - 30日）

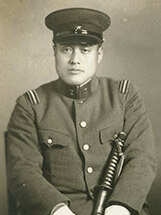
森茂喜／11月19日没

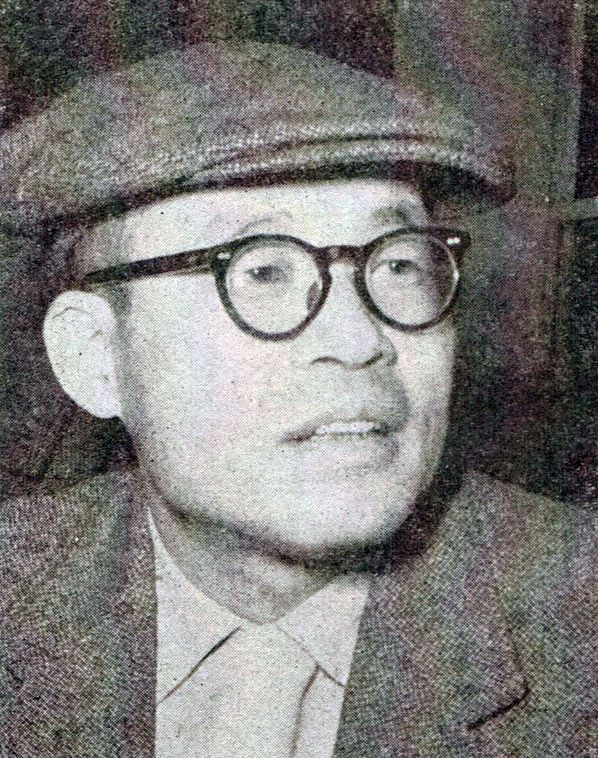
丸山誠治／11月22日没

- 11月19日 - 森茂喜、政治家、第86-87代内閣総理大臣・森喜朗の父（* 1910年）
- 11月22日 - 丸山誠治、映画監督（* 1912年）
- 11月23日 - 志賀真理子、アイドル、声優（* 1969年）
- 11月25日 - 杉勇、歴史学者（* 1904年）